# Contea di Jay
La contea di Jay (in inglese: Jay County) è una contea dello Stato dell'Indiana, negli Stati Uniti. La popolazione al censimento del 2000 era di 21 806 abitanti. Il capoluogo di contea è Portland.